# Silene fabarioides
Silene fabarioides är en nejlikväxtart som beskrevs av Heinrich Carl Haussknecht. Silene fabarioides ingår i släktet glimmar, och familjen nejlikväxter. Inga underarter finns listade i Catalogue of Life.